# Robert Dhéry
Robert Dhéry, all'anagrafe Fourrey Robert Leon Henri (Saint-Denis, 27 aprile 1921 – Parigi, 3 dicembre 2004), è stato un attore, regista e sceneggiatore francese.
Insieme alla moglie Colette Brosset ha fondato un gruppo di attori e comici chiamato Les Branquignols, attivo dalla fine degli '40 alla metà degli anni '70.

## Filmografia

### Attore[2]
- Tempesta (Remorques), regia di Jean Grémillon (1941) - non accreditato
- Sublime menzogna (Monsieur des Lourdines), regia di Pierre de Hérain (1943)
- Turno di notte (Service de nuit), regia di Jean Faurez (1944)
- Amanti perduti (Les Enfants du paradis), regia di Marcel Carné (1945)
- Le château de la dernière chance, regia di Jean-Paul Paulin (1947)
- Una notte al tabarin (Une nuit à Tabarin), regia di Carl Lamac (1947)
- Je n'aime que toi, regia di Pierre Montazel (1949)
- La demoiselle et son revenant, regia di Marc Allégret (1952)
- Si ça vous chante, regia di Jacques Loew (1951)
- L'amour n'est pas un péché, regia di Claude Cariven (1952)
- Ah! Les belles bacchantes, regia di Jean Loubignac (1954) - anche sceneggiatore
- La communale, regia di Jean L'Hôte (1965)
- Tempo d'amare (A Time for Loving), regia di Christopher Miles (1972)
- Malevil, regia di Christian de Chalonge (1981)
- Quarto comandamento (La Passion Béatrice), regia di Bertrand Tavernier (1981)

### Regista, sceneggiatore e attore
- Branquignol (1949)
- La patronne (1950)
- Bertrand coeur de lion (1951)
- La bella americana (La Belle Américaine) (1961)
- Il poliziotto 202 (Allez France !) (1964)
- Si salvi chi può (Le petit baigneur) (1968)
- Vos gueules les mouettes! (1974)